# Plumarella dofleini
Plumarella dofleini är en korallart som beskrevs av Kükenthal och Gorzawsky 1908. Plumarella dofleini ingår i släktet Plumarella och familjen Primnoidae. Inga underarter finns listade i Catalogue of Life.